# Justine Wong-Orantes
Justine Wong-Orantes, född 6 oktober 1995 i Torrance, USA, är en beachvolley- och volleybollspelare (libero). Washington tog guld vid OS 2021 tillsammans med USA:s landslag.
Wong-Orantes är av filippinsk-kinesisk härkomst på sin mors sida och av mexikansk härkomst på sin fars sida. Båda hennes föräldrar var volleybollspelare. Hon var en skicklig beachvolleyspelare från en ung ålder. Hon spelade tillsammans med Sara Hughes och nådde redan som 12-åring betydande uppmärksamhet för sina framgångar. Hon studerade vid Los Alamitos High School i Los Alamitos, Kalifornien, där hon var passare i deras volleybollag, som under hennes tid där vann en nationell titel.
Då hon var kort (168 centimeter) för att vara en volleybollspelare så var hon inte hårt eftersökt av universitetslag. Men efter att i en high school-turnering spelat som libero samtidigt som Nebraska Cornhuskers huvudtränare John Cook var på besök blev han intresserade av henne och lyckades övertyga henne att spela med laget. Vid University of Nebraska spelade hon både beachvolley och volleyboll. Med laget i volleyboll vann hon NCAA Women's Division I Volleyball Championship 2015.
Wong-Orantes har spelat med landslaget sedan 2017. Med dem vann hon guld vid panamerikanska cupen och brons vid FIVB World Grand Prix samma år. I maj 2021 tog hon guld vid Volleyball Nations League, där hon även utsågs till bästa libero. Vid OS 2020 senare under året (det genomfördes 2021 p.g.a. Covid-19-pandemin) vann laget åter guld och Wong-Orantes utsågs åter till bästa libero.